# Liedboek - zingen en bidden in huis en kerk
Het Liedboek - zingen en bidden in huis en kerk is een liedbundel uit 2013 die voortkwam uit de samenwerking van acht deelnemende protestantse kerkgenootschappen uit Nederland en België, waarvan de grootste de Protestantse Kerk in Nederland was. De bundel is in 2015 ook in een Friese editie verschenen (Lieteboek, sjonge en bidde thús en yn tsjerke), ondanks de rechtszaak die enkele dichters kort voor de verschijning hadden aangespannen omdat ze niet tevreden waren over de kwaliteit van de vertaling van hun liederen.
De bundel verscheen in een eerste oplage van 40.000 stuks die al bij voorintekening verkocht was. De Friese editie kende een eerste oplage van 4.000 stuks. Bij de bundels met eenstemmige liednotatie verschenen begeleidingsbundels voor orgel/piano en bundels met koorzettingen.
In 1973 verscheen de voorganger van dit liedboek, het Liedboek voor de Kerken. Sindsdien waren er veel nieuwe liederen verschenen, verzameld in vele liedbundels, waaronder de serie Zingend Geloven (1981–2004), de Evangelische Liedbundel (1999) en Tussentijds (2005). De kerken waren in de loop der tijd pluriformer geworden, en was er behoefte gekomen aan andere liederen dan het traditionele strofische lied. Bovendien was er behoefte aan liederen voor kinderen, welke niet eerder in een liedboek voorkwamen.
Als reactie op deze bundel, deels uit onvrede over het aanbod van liederen, verschenen in de jaren erna diverse andere liedbundels, voortgekomen uit de verschillende protestantse stromingen die Nederland rijk is zoals Hemelhoog (2015, Evangelisch Werkverband binnen de PKN), Op Toonhoogte (2015, herziene versie van eerdere bundel, HGJB), Zangen van zoeken en zien (2015, Herman Verbeekstichting) en de bundel Weerklank (2016, Gereformeerde Bond).

## Participerende kerken
In 2007 werd besloten dat er een nieuw liedboek zou gaan komen door een viertal kerkgenootschappen, te weten:
- Protestantse Kerk in Nederland (de fusie van de Nederlandse Hervormde Kerk, de Gereformeerde Kerken in Nederland en de Evangelisch-Lutherse Kerk in het Koninkrijk der Nederlanden)
- Algemene Doopsgezinde Sociëteit
- Remonstrantse Broederschap
- Vrijzinnige Geloofsgemeenschap NPB

Later hebben nog eens vier kerkgenootschappen besloten om ook in het project te participeren:
- Nederlands Gereformeerde Kerken
- Gereformeerde Kerken Vrijgemaakt
- Verenigde Protestantse Kerk in België
- Evangelisch-Lutherse Kerk in België

## Redactie
De redactie bestond uit Roel Bosch (theoloog), Pieter Endedijk (theoloog; secretaris, projectcoördinatie en eindredactie), Christa Hijink (musicus), Klaas Holwerda (theoloog), Erik Idema (theoloog), Evert Jonker (theoloog; voorzitter), Ko Joosse (theoloog en dichter), Gert Landman (theoloog, componist en dichter), Maria Pfirrmann (theoloog), Hanna Rijken (theoloog en musicus), Wim Ruessink (musicus), Henk van Waveren (theoloog) en Christiaan Winter (musicus).
Adviseurs waren Jan Breimer (Friese editie), Andries Govaart (dichter), Siem Groot (musicus, musicoloog en hymnoloog), Jan Smelik (musicoloog en hymnoloog) en Anton Vernooij (musicus, musicoloog en hymnoloog).

## Discografie
- Met hart en ziel I, Vocaal Theologen Ensemble o.l.v. Hanna Rijken zingt liederen uit het Liedboek (ISBN 978 94 91575 13 6)
- Met hart en ziel II, Vocaal Theologen Ensemble en Buitenschoolse Koorschool Utrecht o.l.v. Hanna Rijken zingen liederen uit het Liedboek (ISBN 978 94 91575 15 0)
- Met hart en ziel II, Vocaal Theologen Ensemble en Buitenschoolse Koorschool Utrecht o.l.v. Hanna Rijken zingen liederen uit het Liedboek (ISBN 978 94 91575 18 1)